# زوهيتز جوروتكسج
زوهيتز جوروتكسج (بالإسبانية: Zuhaitz Gurrutxaga Loiola) (23 نوفمبر 1980 بإلغويبار في إسبانيا - ) هو مقدم تلفزيوني وموسيقي ولاعب كرة قدم إسباني في مركز الدفاع. شارك مع منتخب إسبانيا تحت 16 سنة لكرة القدم ومنتخب إسبانيا تحت 17 سنة لكرة القدم ومنتخب إسبانيا تحت 21 سنة لكرة القدم. أما مع النوادي، فقد لعب مع رايو فايكانو وريال سوسيداد ب وريال سوسيداد وريال يونيون ونادي سمورة وSD Lemona ‏ ونادي الخيسيراس وSD Beasain ‏.

## وصلات خارجية
- زوهيتز جوروتكسج على موقع الاتحاد الدولي (مؤرشف)  (الإنجليزية)
- زوهيتز جوروتكسج على موقع قاعدة بيانات كرة القدم.إي يو (الإنجليزية)
- زوهيتز جوروتكسج على موقع Soccerway.com (الإنجليزية)